# 6575 Slavov
A 6575 Slavov (ideiglenes jelöléssel 1978 PJ2) a Naprendszer kisbolygóövében található aszteroida. Nyikolaj Sztyepanovics Csernih fedezte fel 1978. augusztus 8-án.